# Sorex palustris
Sorex palustris là một loài động vật có vú trong họ Chuột chù, bộ Soricomorpha. Loài này được Richardson mô tả năm 1828.

## Hình ảnh

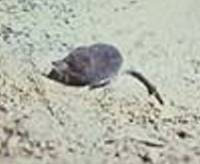
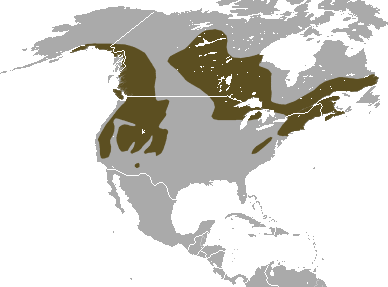
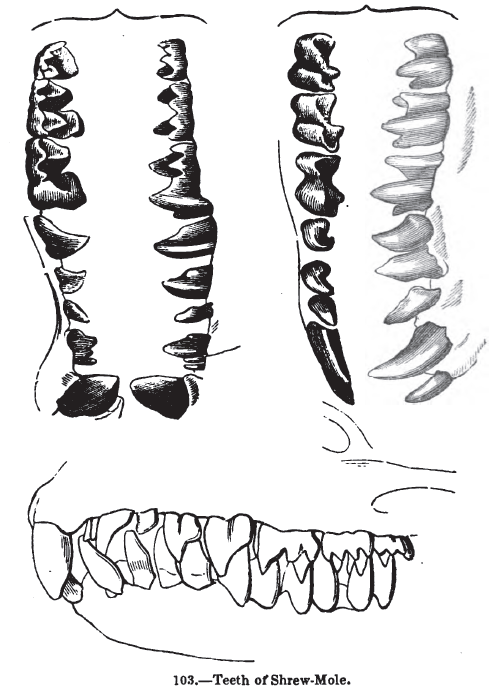